# Tityus uniformis
Espèce
Synonymes
- Tityus bahiensis uniformis Mello-Leitão, 1931
- Tityus bahiensis juvaculatus Toledo-Piza, 1932

Tityus uniformis est une espèce de scorpions de la famille des Buthidae.

## Distribution
Cette espèce est endémique du Brésil. Elle se rencontre au Goiás et dans l'État de São Paulo.

## Systématique et taxinomie
Cette espèce a été décrite sous le protonyme Tityus bahiensis uniformis par Mello-Leitão en 1931. Elle est élevée au rang d'espèce par Lourenço en 1982.

## Publication originale
- Mello-Leitão, 1931 : « Divisao e distribuiçao do genero Tityus Koch. » Annaes da Academia Brasileira de Ciências, vol. 3, p. 119-150.